# Tetrastichus echthrus
Tetrastichus echthrus is een vliesvleugelig insect uit de familie Eulophidae. De wetenschappelijke naam is voor het eerst geldig gepubliceerd in 1911 door Crawford.